# Airbus A300
L'Airbus A300 és un avió comercial de passatgers amb fuselatge ample i propulsió bimotor i dissenyat per a rutes d'abast curt o mitjà. Va ser el primer avió produït per Airbus realitzant el primer vol el 28 d'octubre del 1972. Es va dissenyar amb la tecnologia més avançada del moment, permetent oferir un producte competitiu enfront dels models de companyies americanes. Es va deixar de produir, conjuntament amb l'Airbus A310, el juliol de 2007.

## Disseny i desenvolupament

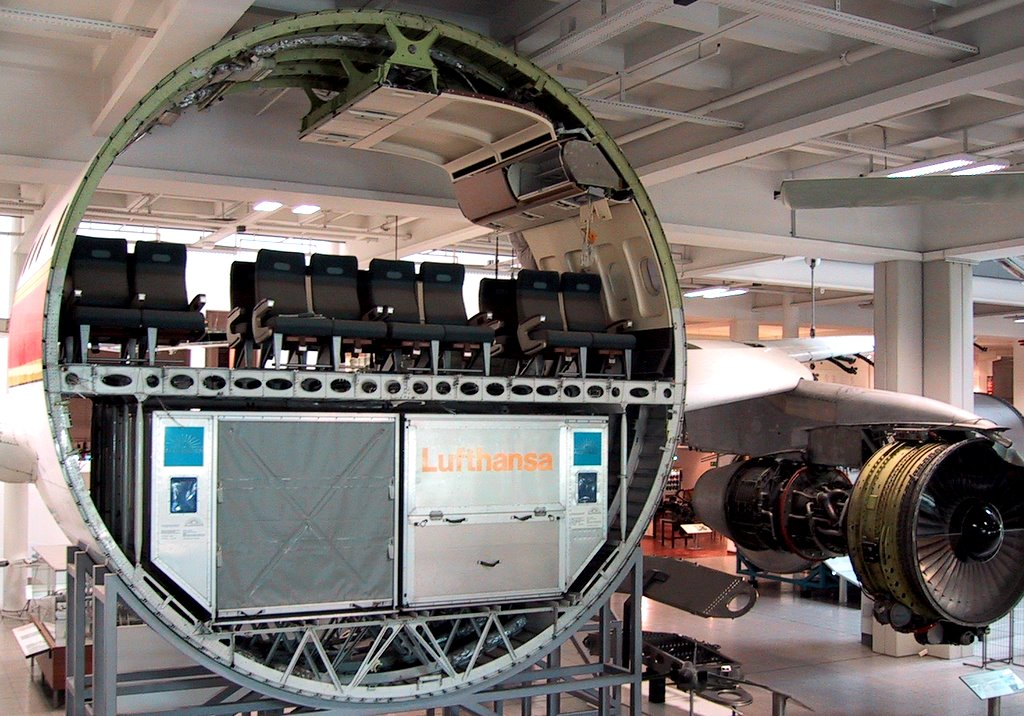
Secció del fuselatge d'un Airbus A300, s'hi pot veure el compartiment de passatgers i la zona de càrrega inferior.

El projecte d'Airbus es va iniciar el 1965 com a iniciativa anglo-francesa per desenvolupar un transport de gran capacitat per British European Airways (BEA) i Air France mentre que un consorci de fabricants alemanys estudiaven un projecte similar per Lufthansa. El 26 de setembre de 1967 els tres governs afectats van firmar un Memoràndum d'Enteniment per unificar els treballs i desenvolupar l'A300. Es va acordar que França dirigiria el projecte i s'utilitzarien motors Rolls-Royce RB-207. Els constructors designats per la part estructural van ser Sud Aviation (posteriorment Aérospatiale), Hawker Siddeley i el grup alemany Airbus.
Els socis d'Airbus van emprar l'última tecnologia, alguns derivats del Concorde. Quan va entrar en servei el 1974, l'A300 va ser molt avançat i va influir en els dissenys d'avions subsònics posteriors. Entre els aspectes tecnològics destaquen:
- Ales de disseny avançat fabricades per de Havilland (més tard BAE Systems) amb:
  - Secció alar supercrítica per millorar el rendiment (disminuir el consum de combustible)
  - Superfícies de control de vol eficients amb aerodinàmica avançada
- Fuselatge amb un diàmetre circular de 5,64 m amb capacitat per una fila de 8 seients per a passatgers i 2 contenidors estandarditzats de càrrega aèria tipus LD3
- Primer avió comercial en equipar protecció contra el cisallament del vent
- Pilot automàtic avançat, capaç de volar des de la trepada posterior a l'enlairament fins a l'aterratge
- Sistema de frens controlat elèctricament

Els A300 posteriors van incorporar altres capacitats com:
- Primer avió comercial en comptar amb una cabina tripulada només amb 2 pilots, automatitzant les tasques de l'enginyer de vol
- Cabina de pilotatge de vidre que substitueix els instruments de vol analògics per pantalles multifunció
- Gran ús de materials compostos (plàstics) en comparació amb els dissenys contemporanis
- Control del centre de gravetat mitjançant el canvi d'ús entre els diversos dipòsits de combustible
- Ales equipades amb dispositius de punta alar per tal de millorar l'aerodinàmica (introduïts primer a l'A310-300).

## Cultura popular
En els simuladors de vol existeixen una o més variants de l'A300, com el simulador de vol de codi obert FlightGear, així com en el sector comercial.

## Especificacions
| Característica                                     | A300B4                              | A300-600R                           | A300-600F                           |
| -------------------------------------------------- | ----------------------------------- | ----------------------------------- | ----------------------------------- |
| Capacitat de passatgers típica                     | 266 (2 classes)                     | 266 (2 classes)                     | 15 (21) palets                      |
| Longitud total                                     | 54,08 m                             | 54,08 m                             | 54,08 m                             |
| Envergadura alar                                   | 44,85 m                             | 44,85 m                             | 44,85 m                             |
| Àrea alar                                          | 260 m²                              | 260 m²                              | 260 m²                              |
| Altura total                                       | 16,62 m                             | 16,62 m                             | 16,62 m                             |
| Amplada màxima de la cabina                        | 5,28 m                              | 5,28 m                              | 5,28 m                              |
| Diàmetre exterior del fuselatge                    | 5,64 m                              | 5,64 m                              | 5,64 m                              |
| Pes operatiu típic en buit                         | 90.060 kg                           | 90.900 kg                           | 81.900 kg                           |
| Pes màxim operatiu (MTOW)                          | 165.000 kg                          | 171.700 kg                          | 170.500 kg                          |
| Llargada de pista en l'enlairament (MTOW, SL, ISA) | N/A                                 | 2.324 m                             | 2.324 m                             |
| Velocitat de creuer                                | 0,78 Mach] (833 km/h a 35.000 peus) | 0,78 Mach] (833 km/h a 35.000 peus) | 0,78 Mach] (833 km/h a 35.000 peus) |
| Velocitat màxima                                   | 0,86 Mach                           | 0,82 Mach (876 km/h)                | 0,82 Mach (876 km/h)                |
| Abast amb càrrega màxima                           | 6.670 km                            | 7.540 km                            | 4.850 km                            |
| Capacitat màxima de combustible                    | 62.900 L                            | 68.150 L                            | 68.150 L                            |
| Motors                                             | CF6-50C2 o JT9D-59A                 | CF6-80C2 o PW4158                   | CF6-80C2 o PW4158                   |
| Tripulació de la cabina de vol                     | Tres                                | Dos                                 | Dos                                 |

## Lliuraments
|             | Total | 2007 | 2006 | 2005 | 2004 | 2003 | 2002 | 2001 | 2000 | 1999 | 1998 | 1997 | 1996 | 1995 | 1994 | 1993 | 1992 | 1991 |
| ----------- | ----- | ---- | ---- | ---- | ---- | ---- | ---- | ---- | ---- | ---- | ---- | ---- | ---- | ---- | ---- | ---- | ---- | ---- |
| Lliuraments | 561   | 6    | 9    | 9    | 12   | 8    | 9    | 11   | 8    | 8    | 13   | 6    | 14   | 17   | 23   | 22   | 22   | 25   |

|             | 1990 | 1989 | 1988 | 1987 | 1986 | 1985 | 1984 | 1983 | 1982 | 1981 | 1980 | 1979 | 1978 | 1977 | 1976 | 1975 | 1974 |
| ----------- | ---- | ---- | ---- | ---- | ---- | ---- | ---- | ---- | ---- | ---- | ---- | ---- | ---- | ---- | ---- | ---- | ---- |
| Lliuraments | 19   | 24   | 17   | 11   | 10   | 16   | 19   | 19   | 46   | 38   | 39   | 26   | 15   | 15   | 13   | 8    | 4    |

## Variants[1]
- A300B1: Prototipus dels que se'n van construir dues unitats, portaven turboventiladors General Electric CF6-50A.
- A300B2-100: Primera versió de sèrie amb el fuselatge 2,65 m. més ample.
- A300B2-200: Versió del B2 amb flaps Krüger al caire d'atac de l'arrel de l'ala per millorar les prestacions a gran altura i temperatura.
- A300B4-100: Versió del B2 amb més capacitat de combustible per augmentar el seu abast i motors General Electric CF6-50C més potents per compensar l'augment de pes.
- A300B4-200: Versió del B4 amb tancs supletoris optatius a la bodega de càrrega de popa.
- A300B10: Versió amb moltes modificacions que va esdevenir l'Airbus A310.
- A300C4: Versió mixta amb porta de càrrega lateral que va volar per primer cop el 16 maig de 1979. Va entrar en servei comercial el 15 gener de 1980.[4]